# Paracuru Atlético Clube
O Paracuru Atlético Clube é um clube de futebol da cidade de Paracuru, no estado do Ceará. Fundado em 13 de Junho de 2008, manda seus jogos no Estádio Ribeirão. O "PAC" como também é chamado, atualmente não disputa competições profissionais de nível estadual ou nacional. A mascote do clube é o Lagarto do Mar, devido a cidade estar à beira mar, e, segundo sua toponímia originária da língua Tupi, Paracuru significa lagarto do mar, por isso o apelido.

## História
Fundado por desportistas da região de Paracuru em 2008, no ano seguinte, o clube foi inscrito no Campeonato Cearense de Futebol da Terceira Divisão, terminando a competição na lanterna de seu grupo, sendo eliminado na primeira fase. No ano seguinte o clube avançou a segunda fase do campeonato, perdendo a vaga na Segunda Divisão frente ao Juazeiro Empreendimentos.
Em 2011 o Lagarto do Mar viria novamente a quase conseguir o acesso para a segunda divisão, desta vez ficando atrás do Barbalha. Porém, poderia ter terminado a competição à frente do Barbalha e conseguindo o acesso, isso não ocorreu pelo fato do Tribunal de Justiça Desportiva de Futebol do Ceará punir o lagarto com menos 10 pontos, fazendo com que o clube paracurense termine a competição com 14 pontos, o impedindo de conquistar a tão sonhada promoção. Assim como nos anos anteriores, o PAC não sobe na edição de 2012.
Desde 2013, o clube não participou de mais nenhuma edição da Terceirona Cearense, se encontrando inativo desde então. Em 2018 o clube promoveu um encontro com vários atletas do município de Paracuru, para tratar de assuntos diversos sobre a entidade. Atualmente o time possui dificuldades de "adaptar" o Estádio Ribeirão para jogos oficiais, com isso sendo um dos motivos para a sua inatividade.

## Desempenho em Competições

### Campeonato Cearense - 3ª divisão
| Ano  | Posição |
| 2009 | 14º     |
| 2010 | 5º      |
| 2011 | 3º      |
| 2012 | 5º      |